# Vernon Ellis Cosslett
Vernon Ellis Cosslett, FRS (16 de junho de 1908 — 21 de novembro de 1990) foi um microscopista britânico.